# Seui
Seui is een gemeente in de Italiaanse provincie Zuid-Sardinië (regio Sardinië) en telt 1525 inwoners (31-12-2004). De oppervlakte bedraagt 148,3 km², de bevolkingsdichtheid is 10 inwoners per km².

## Demografie
Seui telt ongeveer 654 huishoudens. Het aantal inwoners daalde in de periode 1991-2001 met 12,1% volgens cijfers uit de tienjaarlijkse volkstellingen van ISTAT.
| Jaar | Inwoneraantal |
| ---- | ------------- |
| 1991 | 1805          |
| 2001 | 1587          |

## Geografie
Seui grenst aan de volgende gemeenten: Arzana, Escalaplano (CA), Esterzili (CA), Gairo, Perdasdefogu, Sadali (CA), Seulo (CA), Ulassai, Ussassai.
Arzana · Bari Sardo · Baunei · Cardedu · Elini · Gairo · Girasole · Ilbono · Jerzu · Lanusei · Loceri · Lotzorai · Osini · Perdasdefogu · Seui · Talana · Tertenia · Tortolì · Triei · Ulassai · Urzulei · Ussassai · Villagrande Strisaili
1. ↑  https://demo.istat.it/?l=it.